# Drepanephora repleta
Drepanephora repleta är en tvåvingeart som först beskrevs av Walker 1853.  Drepanephora repleta ingår i släktet Drepanephora och familjen lövflugor. Inga underarter finns listade i Catalogue of Life.